# 艾伟 (心理学家)
艾伟（1890年8月12日—1955年9月27日），字险舟，男，湖北江陵人，中国心理学家，曾任国立中央大学教育系主任，教育学院院长，中华民国教育部部聘教授。